# Chibi (Xianning)
Chibi (en chino, 赤壁; pinyin, Chìbì) es un municipio  bajo la administración directa de la Prefectura Xianning en la Provincia de Hubei, República Popular China.  Su área es de 1717 km² y su población total para 2010 superó los 470 mil habitantes. 

## Administración
Desde octubre de 2022, el  Municipio Chibi se divide en 14 pueblos que se administran en 3 subdistritos, 10  poblados y 1 villa.

## Toponimia
Originalmente la ciudad se llamaba Puqi (蒲圻). El 11 de junio de 1998, el Consejo de Estado la renombró Chibi 'acantilado rojo', alegadndo que era el sitio de la famosa Batalla de Chibi que tuvo lugar en el año 208 AD.